# Nancy Marchand
Nancy Marchand est une actrice américaine née le 19 juin 1928 à Buffalo dans l'État de New York et morte le 18 juin 2000 à Stratford dans le Connecticut.
Comédienne de théâtre, elle est surtout connue pour ses rôles dans des séries télévisées. Elle interprète notamment Margaret Pynchon dans la série Lou Grant et Livia Soprano dans Les Soprano. Au cours de sa carrière, Marchand reçoit quatre Emmy Awards, ainsi qu'un Golden Globe.

## Biographie

### Jeunesse et formation
Nancy Marchand est née le 19 juin 1928 à Buffalo. Elle est la fille d'un dentiste et d'une professeure de piano. Enfant timide et complexée par sa grande taille, elle est encouragée par sa mère à suivre des cours dans une école d'art dramatique.
Elle sort diplômée du Carnegie Institute of Technology en 1949,.

### Vie privée
Elle fut mariée à l'acteur, Paul Sparer de 1951 à 1999 (ce dernier décède le 19 novembre 1999).
Ils ont trois enfants, Katie, Rachel et David Sparer.

## Carrière

### Théâtre
La comédienne s'établit à New York et étudie à l'Actors Studio. Elle débute sur scène en 1946 et se produit dans les théâtres de Broadway à partir des années 1950. En 1951, elle épouse l'acteur Paul Sparer,. Marchand fait partie des membres fondateurs de la troupe American Shakespeare Company (en), établie à Stratford, Connecticut,.

### Cinéma
En 1957, elle débute au cinéma dans La Nuit des maris (The Bachelor Party) de Delbert Mann. Elle joue indifféremment dans des drames et des comédies, comme Y a-t-il un flic pour sauver la reine ? (The Naked Gun) réalisé en 1988 David Zucker.

### Télévision
Nancy Marchand travaille également pour la télévision. En 1953 elle tient le rôle de Clara dans la dramatique télévisée Marty, du scénariste Paddy Chayefsky. En 1975, elle apparaît pour la première fois sur les écrans en première partie de soirée grâce à son rôle dans Beacon Hill, série dont la diffusion est interrompue après seulement treize épisodes. L'actrice décroche un rôle dans la série Lou Grant, diffusée par CBS. Margaret Pynchon, le personnage qu'elle interprète, est inspiré de Katharine Graham, propriétaire du Washington Post.
Elle interprète Livia Soprano, la mère du personnage principal, au cours des deux premières saisons de la série télévisée Les Soprano. Lors du casting, sa prestation soulage le créateur de la série, David Chase, qui était anxieux de trouver une actrice pouvant incarner ce personnage de manière convaincante. Marchand souffre déjà d'un cancer et en informe les producteurs. Son personnage devait disparaître à la fin de la première saison, mais sa popularité pousse David Chase à la conserver. L'année suivante, elle effectue quelques apparitions, alors que la santé de l'actrice est déclinante. En janvier 2000, quelques mois avant sa mort, le Golden Globe de la meilleure actrice dans un second rôle lui est attribué.

### Décès
Nancy Marchand, qui rencontrait déjà depuis quelque temps des problèmes de santé, décède le 18 juin 2000 d'un cancer des poumons aggravée par un emphysème pulmonaire, contre lesquels elle avait lutté durant des années. En conséquence de sa mort, une partie de la série Les Soprano, dans laquelle elle jouait jusqu'alors, devra être réécrite afin de faire disparaître son personnage, Livia Soprano.

## Filmographie

### Cinéma
- 1957 : La Nuit des maris (The Bachelor Party) de Delbert Mann : La belle-sœur
- 1963 : Ladybug Ladybug de Frank Perry : Mme Andrews
- 1969 : Me, Natalie de Fred Coe : Mme Miller
- 1970 : Dis-moi que tu m'aimes, Junie Moon (Tell Me That You Love Me, Junie Moon) d'Otto Preminger : Oxford, l'infirmière
- 1971 : L'Hôpital (The Hospital) d'Arthur Hiller : Mme Christie
- 1984 : Les Bostoniennes (The Bostonians) de James Ivory : Mme Burrage
- 1987 : From the Hip de Bob Clark : Roberta Winnaker
- 1988 : Y a-t-il un flic pour sauver la reine ? (The Naked Gun) de David Zucker : La mairesse
- 1991 : À propos d'Henry (Regarding Henry) de Mike Nichols : Mme O'Brien
- 1992 : Brain Donors de Dennis Dugan : Lillian Oglethorpe
- 1995 : Sabrina de Sydney Pollack : Maude Larrabee
- 1995 : Jefferson à Paris (Jefferson in Paris) de James Ivory : L'abbesse
- 1995 : Reckless de Norman René : La grand-mère
- 1996 : Escroc malgré lui (Dear God) de Garry Marshall : Juge Kits Van Heynigan

### Télévision

#### Séries télévisées
- 1950 / 1952 / 1957 : Studio One : Jo March / Miss Marmon / Eleanor
- 1951 / 1953 : Lux Video Theatre (en) : Joan / Phyllis
- 1951 / 1958 : Kraft Television Theatre : Reine Elizabeth / Mary Hillyer / Ann / Abby Bainbridge
- 1953 : The Philco Television Playhouse : Clara
- 1954 : Kraft Television Theatre : Charlotte / Mary
- 1955 : Goodyear Television Playhouse (en) :
- 1957 : Producers' Showcase : Princesse Stéphanie
- 1957 : The United States Steel Hour (en) : Gen Arnold
- 1958 : Shirley Temple's Storybook (en) : La Reine
- 1958 - 1959 : Playhouse 90 : Sylvia Sands / Mme Yarbrough
- 1959 : Armstrong Circle Theatre : Mme Howard Jones
- 1959 : Sunday Showcase : Mme Clegg
- 1959 : R.C.M.P. : Gerta Boyd
- 1960 : The Law and Mr. Jones : Dorothy
- 1960 : Play of the Week : Margaret
- 1961 / 1964 : Les Accusés (The Defenders) : Mme Crile / Rhoda Banter
- 1962 : Naked City : Esther Lindall
- 1962 : The DuPont Show of the Week : Edna Rawley
- 1968 : N.Y.P.D. : Mme Windsor
- 1972 / 1976 : Un autre monde (Another World) : Irene Kimbalt / Therese Lamonte
- 1973 : Love of Life : Vinnie Phillips
- 1976 : The Adams Chronicles (en) : Mme Smith
- 1977 - 1982 : Lou Grant : Margaret Pynchon
- 1984 : Cheers : Hester Crane
- 1986 : Spenser : Emily Garden
- 1986 : Nord et Sud (North and South) : Dorothea Dix
- 1986 : Spearfield's Daughter : Claudine Roux
- 1990 / 1992 : Coach : Merlene Watkins
- 1992 : New York, police judiciaire (Law and Order) : Barbara Ryder
- 1992 : Tribunal de nuit (Night Court) : Louise Cahill
- 1993 : Crossroads : Tante Dorothy
- 1994 : Homicide : Lorraine Freeman
- 1999 - 2001 : Les Soprano (The Sopranos) : Livia Soprano

#### Téléfilms
- 1974 : Après la chute (After the Fall) de Gilbert Cates : Rose
- 1977 : Soldier's Home de Robert Young : Mme Krebs
- 1979 : Some Kind of Miracle de Jerrold Freedman : Ruth Nicoff
- 1979 : Willa de Joan Darling et Claudio Guzmán : Mme Stanch
- 1980 : The Golden Moment: An Olympic Love Story de Richard C. Sarafian : Vera Andreyev
- 1980 : Rupture fatale (Once Upon a Family) de Richard Michaels : Mme Demerjian
- 1981 : Hôpital sous surveillance (Killjoy) de John Llewellyn Moxey : Dr Martha Trenton
- 1983 : Meurtre au champagne (Sparkling Cyanide) de Robert Michael Lewis : Lucilla Drake

## Récompenses
- 1960 : Obie Award pour son rôle dans Le Balcon de Jean Genet
- 1978 : Primetime Emmy Awards de meilleure actrice dans un second rôle dans une série télévisée dramatique pour Lou Grant
- 1980 : Primetime Emmy Awards de meilleure actrice dans un second rôle dans une série télévisée dramatique pour Lou Grant
- 1980 : Outer Critics Circle Award pour son rôle dans Morning's at Seven de Paul Osborn
- 1981 : Primetime Emmy Awards de meilleure actrice dans un second rôle dans une série télévisée dramatique pour Lou Grant
- 1982 : Primetime Emmy Awards de meilleure actrice dans un second rôle dans une série télévisée dramatique pour Lou Grant
- 2000 : Golden Globe de la meilleure actrice dans un second rôle pour Les Soprano[1]
- 2001 : Screen Actors Guild Award de la meilleure distribution pour une série télévisée dramatique pour Les Soprano

## Nominations
- 1979 : Primetime Emmy Awards de meilleure actrice dans un second rôle dans une série télévisée dramatique pour Lou Grant
- 1994 : Tony Award de la meilleure actrice dans une pièce pour The White Liars et Black Comedy [3]
- 1999 : Primetime Emmy Awards de meilleure actrice dans un second rôle dans une série télévisée dramatique pour Les Soprano
- 1999 : Viewers for Quality Television de meilleure actrice dans un second rôle dans une série télévisée dramatique pour Les Soprano
- 2000 : Primetime Emmy Awards de meilleure actrice dans un second rôle dans une série télévisée dramatique pour Les Soprano
- 2000 : Screen Actors Guild Award de la meilleure actrice pour une série télévisée dramatique pour Les Soprano